# Kenyered
Kenyered (szlovákul Kunerad) község Szlovákiában, a Zsolnai kerületben, a Zsolnai járásban.

## Fekvése
Zsolnától 16 km-re délre, a Bisztricska-patak völgyében fekszik.

## Története
A település Kővágás határában erdőirtással keletkezett. Neve személynévi eredetű, a Konerad név először 1331-ben bukkan fel írott forrásban. A község első említése 1490-ben „Hynyarad” alakban történik, a Paraznói és Athalmy családok birtoka volt. A 16. század első felében a Hranostaj és a turóci Lehoczky családok zálogbirtoka. 1543-ban 10 család lakott a településen, ebből a bírón kívül 5 zsellér, a családok közül kettő német nevű volt. 1598-ban 12 ház állt a településen. 1707-ben 2 jobbágytelek és 3 zsellérház állt a faluban. 1720-ban az adóösszeírás egy malmot és 8 adózó lakost említ. 1784-ben 32 házában 35 család és 207 lakos élt.
A 18. század végén Vályi András így ír róla: „KUNYERAD. Allersdorf. Elegyes tót falu Trentsén Várm. földes Urai Motesiczky, és több Urak, lakosai katolikusok, fekszik Konszkához nem meszsze, mellynek filiája, határja sovány, vagyonnyai fogyatkozásokat szenyvednek.”
1828-ban a falu 33 házát 309-en lakták. 1831-ben a Benyovszky, Huljak, Motesici, Sobek és Uhliarik családoknak voltak itt birtokaik. A község lakói mezőgazdasággal, állattartással, erdei munkákkal foglalkoztak, illetve a kőbányában dolgoztak.
Fényes Elek 1851-ben kiadott geográfiai szótárában így ír a faluról: „Kunyerád, Trencsén m. tót f., Konszko filial. Lakja 317 kath., 12 zsidó; fenyves erdeje derék, de földje sovány. F. u. többen.”
1873-ban Popper Lipót birtokát a német Ballestrem Ferenc gróf vásárolta meg. A falu iskolája 1912-ben épült. A gróf 1914 és 1916 között pompás vadászkastélyt épített a birtokon. A trianoni diktátumig Trencsén vármegye Zsolnai járásához tartozott.
A szlovák nemzeti felkelés idején élénk partizántevékenység folyt a környéken. A Ballestrem család 1946-ig maradt a kastély birtokosa, melyet ezután államosítottak.

## Népessége
| Év:            | 1994. | 2004.   | 2014.   | 2024.    |
| -------------- | ----- | ------- | ------- | -------- |
| Emberek száma: | 882   | 931     | 1010    | 1144     |
| Eltérés:       |       | +5,55 % | +8,48 % | +13,26 % |

| Év:            | 2023. | 2024.   |
| -------------- | ----- | ------- |
| Emberek száma: | 1105  | 1144    |
| Eltérés:       |       | +3,52 % |

1910-ben 409, túlnyomórészt szlovák anyanyelvű lakosa volt.
2001-ben 908 lakosából 905 szlovák volt.
2011-ben 967 lakosából 924 szlovák volt.

## Nevezetességei
- A falutól 2 km-re délkeletre található vadászkastélyát 1916-ban gróf Ballestrem építtette. A második világháború idején a Štefanik partizáncsoport állomásozott benne, ezért a németek 1944. szeptember 25-én felgyújtották. 1974-re állították helyre eredeti állapotában.
- A Szent Kereszt Felmagasztalása tiszteletére szentelt római katolikus temploma 1986 és 1990 között épült.

## Külső hivatkozások
- Községinfó
- Kenyered Szlovákia térképén
- A kenyeredi vadászkastély ismertetője
- E-obce.sk Archiválva 2008. március 27-i dátummal a Wayback Machine-ben